# Stade Pedro Selva
 (septembre 2024).
Le stade Pedro Selva est un stade de football situé à Jinotepe, au Nicaragua.